# Lauterbach (Thuringe)
Pour les articles homonymes, voir Lauterbach.
Lauterbach est une commune allemande de l'arrondissement de Wartburg, Land de Thuringe.

## Géographie
Lauterbach se situe sur la rivière du même nom, dans le parc national de Hainich.
|          | Mihla       | Mülverstedt |
|          | Lauterbach  |             |
| Eisenach | Bischofroda |             |

## Histoire
Le village est fondé au IXe siècle avec 15 fermes. Lauterbach est mentionné pour la première fois en 1155 sous le nom de Luterenbach.
La peste en 1600 tue 75 personnes, soit un quart de la population.
En mars 1944, un Avro Lancaster américain est abattu par un chasseur de nuit, il explose en plein vol et s'écrase entre Lauterbach et Bischofroda. L'équipage de huit hommes est tué.